# Военный ординариат Германии
 Военный ординариат Германии  (нем. Katholisches Militärordinariat) — военный ординариат Римско-Католической Церкви, действующий в Германии. Военный ординариат Германии, подчиняясь непосредственно Святому Престолу, обеспечивает пастырское окормление военнослужащих германской армии и их семей. Кафедральным собором военного ординариата Германии является  церковь Святого Иоанна Крестителя в Берлине, носящая титул basilica minor.

## История
В 1868 году Святой Престол создал конгрегацию военных капелланов для Прусского королевства, но по окончании Первой мировой войны она была упразднена.
20 июля 1933 года конгрегация военных капелланов была восстановлена, но после окончания Второй мировой войны вооружённые силы нацистской Германии были распущены, а ординариат вновь упразднён.
Конгрегация военных капелланов снова была восстановлена в 1956 году в связи с образованием новой немецкой армии (Бундесвера).
21 июля 1986 года Римский папа Иоанн Павел II издал буллу «Spirituali militum curae», которой преобразовал конгрегацию военных капелланов в военный ординариат Германии.

## Ординарии
- епископ Franz Adolf Namszanowski (22.05.1868 — 28.05.1872);
- епископ Johann Baptist Assmann (1.06.1888 — 27.05.1903);
- епископ Heinrich Vollmar (9.11.1903 — 1913);
- епископ Heinrich Joeppen (1.10.1913 — 1.05.1920);
- епископ Franz Justus Rarkowski S.M. (7.01.1938 — 1.02.1945);
- кардинал Joseph Wendel (4.02.1956 — 31.12.1960);
- епископ Franz Hengsbach (10.10.1961 — 22.05.1978);
- архиепископ Elmar Maria Kredel (22.05.1978 — 30.11.1990);
- архиепископ Johannes Dyba (30.11.1990 — 23.07.2000);
- епископ Walter Mixa (31.08.2000 — 8.05.2010);
- епископ Франц-Йозеф Овербек (с 24 февраля 2011).